# Campeonato Santomense 2019
Der Campeonato Santomense 2019 war die 34. Saison des Campeonato Santomense de Futebol, der obersten Fußballmeisterschaft in São Tomé und Príncipe. An dem Wettbewerb nahmen insgesamt 18 Mannschaften teil. Die Saison ging vom 13. April bis zum 8. Dezember 2019. Titelverteidiger war UDRA.

## Tabelle

### São Tomé
| Pl. | Verein                         | Sp. | S  | U | N  | Tore    | Diff. | Punkte |
| --- | ------------------------------ | --- | -- | - | -- | ------- | ----- | ------ |
| 1.  | Agro-Sport Monte Café          | 22  | 13 | 6 | 3  | 038:270 | +11   | 45     |
| 2.  | SC Praia Cruz                  | 22  | 13 | 4 | 5  | 049:230 | +26   | 43     |
| 3.  | UDRA (M)                       | 22  | 12 | 6 | 4  | 054:260 | +28   | 42     |
| 4.  | Trindade FC                    | 22  | 9  | 7 | 6  | 033:310 | +2    | 34     |
| 5.  | Vitória Riboque                | 22  | 7  | 8 | 7  | 028:280 | ±0    | 29     |
| 6.  | 6 de Setembro                  | 22  | 7  | 7 | 8  | 033:290 | +4    | 28     |
| 7.  | Aliança Nacional               | 22  | 6  | 8 | 8  | 029:310 | −2    | 26     |
| 8.  | Desportivo Palmar Lusitano (N) | 22  | 6  | 8 | 8  | 031:330 | −2    | 26     |
| 9.  | BUFC Caixão Grande             | 22  | 5  | 9 | 8  | 021:310 | −10   | 24     |
| 10. | SC São Tomé                    | 22  | 6  | 4 | 12 | 022:510 | −29   | 22     |
| 11. | Porto Folha Fede               | 21  | 3  | 8 | 10 | 024:370 | −13   | 17     |
| 12. | Santana FC (N)                 | 21  | 3  | 7 | 11 | 027:420 | −15   | 16     |

Platzierungskriterien: 1. Punkte – 2. Tordifferenz – 3. geschossene Tore

(M) amentierender Meister, (N) Neuling

### Príncipe
| Pl.                    | Verein                   | Sp. | S  | U | N  | Tore    | Diff. | Punkte |
| ---------------------- | ------------------------ | --- | -- | - | -- | ------- | ----- | ------ |
| 1.                     | Sport Operário e Benfica | 19  | 15 | 1 | 3  | 055:230 | +32   | 46     |
| 2.                     | FC Porto Real            | 19  | 13 | 2 | 4  | 069:190 | +50   | 41     |
| 3.                     | Sundy FC                 | 18  | 10 | 2 | 6  | 050:270 | +23   | 32     |
| 4.                     | SC Príncipe              | 19  | 8  | 2 | 9  | 031:360 | −5    | 26     |
| 5.                     | UDAPB                    | 17  | 3  | 2 | 12 | 014:550 | −41   | 11     |
| 6.                     | CD 1º de Maio            | 18  | 0  | 3 | 15 | 017:760 | −59   | 03     |
| Stand: Saisonende 2019 |                          |     |    |   |    |         |       |        |

Platzierungskriterien: 1. Punkte – 2. Tordifferenz – 3. geschossene Tore

## Finalspiele
Die beiden Gruppenerster ermitteln den Meister 2019
| Datum                |                          | Gesamt |                       | Hinspiel | Rückspiel |
| -------------------- | ------------------------ | ------ | --------------------- | -------- | --------- |
| 15. und 21. Dezember | Sport Operário e Benfica | 1:4    | Agro-Sport Monte Café | 0:0      | 1:4       |